# King Donovan
Pour les articles homonymes, voir Donovan.
King Donovan, né le 25 janvier 1918 à New York (arrondissement de Manhattan, État de New York) et mort le 30 juin 1987 à Branford (Connecticut), est un acteur et réalisateur américain.

## Biographie
Au cinéma, King Donovan apparaît dans soixante-deux films américains, les deux premiers sortis en 1948. Suivent notamment Un pacte avec le diable de John Farrow (1949, avec Ray Milland et Audrey Totter), La Femme à abattre de Bretaigne Windust et Raoul Walsh (1951, avec Humphrey Bogart et Zero Mostel), L'Éternel féminin d'Irving Rapper (1954, avec Ginger Rogers et William Holden), L'Invasion des profanateurs de sépultures de Don Siegel (1956, avec Kevin McCarthy et Dana Wynter), ou encore le western La Colline des potences de Delmer Daves (1959, avec Gary Cooper et Maria Schell).
Ses deux derniers films comme acteur sont Un monde fou, fou, fou, fou de Stanley Kramer (1963, avec Spencer Tracy et Edie Adams) et plus de vingt ans après, Nothing Lasts Forever (en) de Tom Schiller (1984). Dans cet ultime film, il retrouve Imogene Coca (1908-2001), son épouse depuis 1960 et restée veuve à sa mort en 1987, à 69 ans (des suites d'un cancer).
À la télévision américaine, outre deux téléfilms (1981-1982), il joue dans cinquante-huit séries, les deux premières en 1952 ; la dernière est Night Gallery (un épisode, 1971).
Entretemps, citons les séries-westerns Au nom de la loi (un épisode, 1959), Rawhide (un épisode, 1963) et La Grande Vallée (un épisode, 1966), ainsi que la série policière Les Accusés (épisode The Sworn Twelve, 1965, réalisé par Michael Powell).
La même année 1948, il débute au théâtre à Broadway (New York) dans la pièce The Vigil de Ladislas Fodor (avec Maria Palmer et Henry Wilcoxon). Il revient à Broadway pour deux autres pièces, The Girls in 509 d'Howard Teichman (1958-1959, avec sa future épouse), et enfin Morning's at Seven (en) de Paul Osborn (1980-1981, avec Maureen O'Sullivan) — observons ici que cette troisième pièce est télédiffusée l'année suivante (1982) —.
Par ailleurs, King Donovan réalise un film sorti en 1963, Promises! Promises! (en) (avec Jayne Mansfield et Tommy Noonan). Et pour la télévision, il est réalisateur sur deux séries, Grindl (en) (quatre épisodes, 1963-1964, avec son épouse en vedette), puis That Girl (un épisode, 1968).

## Filmographie partielle
(acteur, sauf mention contraire)

### Cinéma

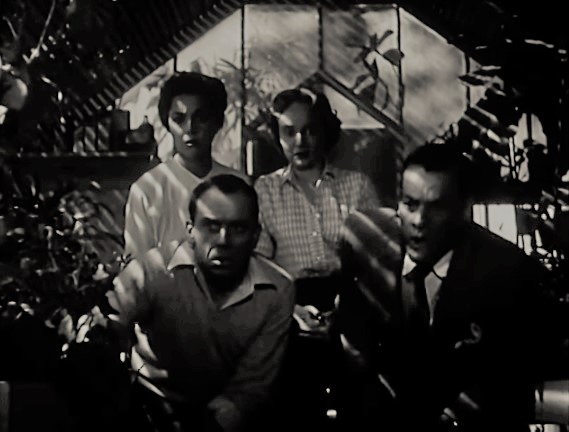
Dana Wynter, King Donovan, Carolyn Jones et Kevin McCarthy (de g. à d.), dans L'Invasion des profanateurs de sépultures (1956)

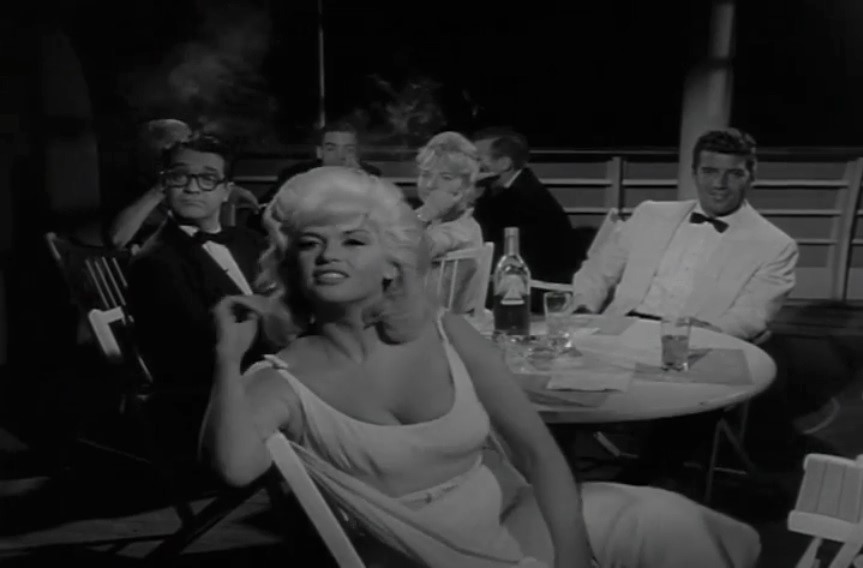
Promises! Promises! (1963, réalisateur), avec Tommy Noonan, Jayne Mansfield et Mickey Hargitay (de g. à d.)

- 1949 : La Rue de la mort (Side Street) d'Anthony Mann : Détective Gottschalk
- 1949 : Un pacte avec le diable (Alias Nick Beal) de John Farrow : Peter Wolfe
- 1949 : Les Fous du roi (All the King's Men) de Robert Rossen : un journaliste
- 1950 : Le Mystère de la plage perdue (Mystery Street) de John Sturges : un journaliste
- 1950 : L'Impasse maudite (One Way Street) d'Hugo Fregonese : Grieder
- 1950 : Le Fauve en liberté (Kiss Tomorrow Goodbye) de Gordon Douglas : Rushie
- 1950 : La Dame sans passeport (A Lady Without Passport) de Joseph H. Lewis : un chirurgien
- 1950 : Tourment (Right Cross) de John Sturges : un journaliste
- 1951 : Storm Warning de Stuart Heisler : un ambulancier
- 1951 : La Femme à abattre (The Enforcer) de Bretaigne Windust et Raoul Walsh : Sergent Whitlow
- 1951 : Feu sur le gang (Come Fill the Cup) de Gordon Douglas : Kip Zunches
- 1951 : Le Voleur de Tanger (The Prince Who Was a Thief) de Rudolph Maté : Merat
- 1951 : Angels in the Outfield de Clarence Brown : Mack McGee
- 1951 : Fini de rire (His Kind of Woman) de John Farrow et Richard Fleischer : un journaliste
- 1951 : Le Foulard (The Scarf) d'Ewald André Dupont : le pianiste
- 1951 : Le Droit de tuer (The Unknown Man), de Richard Thorpe : un photographe
- 1952 : L'Ivresse et l'Amour (Something to Live For) de George Stevens : le régisseur
- 1952 : La Ruelle du péché (Glory Alley) de Raoul Walsh : un employé du téléphone
- 1952 : La Veuve joyeuse (The Merry Widow) de Curtis Bernhardt : Nitki
- 1952 : Chantons sous la pluie (Singin' in the Rain) de Stanley Donen et Gene Kelly : Rod
- 1952 : Sally et sainte Anne (Sally and Saint Anne) de Rudolph Maté : Hymie Callahan, entraîneur
- 1953 : Amour, Délices et Golf (The Caddy) de Norman Taurog : un ivrogne
- 1953 : Désir d'amour (Easy to Love) de Charles Walters : Ben
- 1953 : Qui est le traître ? (Tumbleweed) de Nathan Juran : un rancher
- 1953 : Le Gentilhomme de la Louisiane (The Mississippi Gambler) de Rudolph Maté : Spud
- 1953 : Le Monstre des temps perdus (The Beast from 20,000 Fathoms) d'Eugène Lourié : Dr Ingersoll
- 1954 : Ici brigade criminelle (Private Hell 36) de Don Siegel : Evney Serovitch
- 1954 : La Lance brisée (Broken Lance) d'Edward Dmytryk : un rancher
- 1954 : L'Éternel féminin (Forever Female) d'Irving Rapper : le dramaturge
- 1955 : Pour que vivent les hommes (Not as a Stranger) de Stanley Kramer : M. Slocum
- 1955 : Mes sept petits chenapans (The Seven Little Foys) de Melville Shavelson : Harrison
- 1956 : L'Invasion des profanateurs de sépultures (Invasion of the Body Snatchers) de Don Siegel : Jack Belicec
- 1956 : Millionnaire de mon cœur (The Birds and the Bees) de Norman Taurog : le serveur
- 1957 : Le Shérif de fer (The Iron Sheriff) de Sidney Salkow
- 1958 : Cow-boy (Cowboy) de Delmer Daves : Joe Capper
- 1958 : Vacances à Paris (The Perfect Furlong) de Blake Edwards : Major Collins
- 1958 : La Chaîne (The Defiant Ones) de Stanley Kramer : Solly
- 1959 : La Colline des potences (The Hanging Tree) de Delmer Daves : Wonder
- 1963 : Promises! Promises! (en) (réalisateur)
- 1963 : Un monde fou, fou, fou, fou (It's a Mad, Mad, Mad, Mad World) de Stanley Kramer : un cadre de l'aéroport
- 1984 : Nothing Lasts Forever (en) de Tom Schiller : M. Lunartini

### Télévision
(séries)

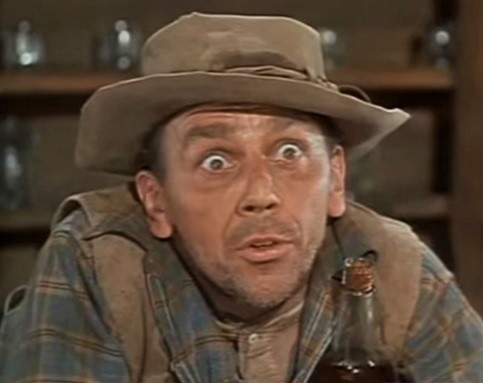
Dans la série Bonanza,
épisode Les Tueurs à gages (1960)

- 1958 : La Grande Caravane (Wagon Train), saison 1, épisode 28 The Sally Potter Story de David Butler : Henry Bennett
- 1958 : Bat Masterson, saison 1, épisode 1 Double Showdown de Walter Doniger : Shorty Keenan
- 1959 : 77 Sunset Strip, saison 2, épisode 2 The Kookie Caper : Leggs Carson
- 1959 : Au nom de la loi (Wanted: Dead or Alive), saison 2, épisode 8 Un commerçant honnête (Bad Gun) de Thomas Carr : Sheridan Appleby
- 1959 : Bonne chance M. Lucky (Mr. Lucky), saison unique, épisode 6 My Little Gray Home de Jerry Hopper : Willie Conway
- 1959 : Maverick, saison 3, épisode 13 Maverick Springs d'Arthur Lubin : Mark Dawson
- 1960 : Bonanza, saison 1, épisode 19 Les Tueurs à gages (The Gunmen) de Christian Nyby : Twirly Boggs
- 1960 : Laramie, saison 1, épisode 30 Cemetary Road de Thomas Carr : Dr Matthew Hansen
- 1963 : Rawhide, saison 5, épisode 14 Le Croque-mort (Incident of the Buryin' Man) de Thomas Carr : Poke Tolliver
- 1963-1964 : Grindl (en), saison unique, épisode 10 The Great Bank Robbery (1963), épisode 20 Dial G for Grindl (1964), épisode 24 Active Retirement (1964) et épisode 26 The Big Deception (1964) (réalisateur)
- 1965 : Les Accusés (The Defenders), saison 4, épisode 25 The Sworn Twelve de Michael Powell : Lou Desmond
- 1966 : La Grande Vallée (The Big Valley), saison 1, épisode 25 La Dernière Carte (Into the Widow's Web) de Virgil W. Vogel : Ambrose
- 1966 : Daktari, saison 1, épisodes 16 et 17 Le Mur de flammes, 1re et 2e parties (Wall of Flames, Parts I & II) d'Andrew Marton : Bendix
- 1966-1967 : Ne mangez pas les marguerites (en) (Please Don't Eat the Daisies), saison 2, 12 épisodes : Herb Thornton
- 1968 : That Girl (en), saison 3, épisode 12 Decision Before Dawn (réalisateur)
- 1971 : Night Gallery, saison 2, épisode 6 The Merciful de Jeannot Szwarc : le mari

## Théâtre à Broadway (intégrale)
- 1948 : The Vigil de Ladislas Fodor : Sadoc
- 1958-1959 : The Girls in 509 d'Howard Teichman, mise en scène de Bretaigne Windust, costumes de Lucinda Ballard : Pusey
- 1980-1981 : Morning's at Seven (en) de Paul Osborn : Carl Bolton (remplacement)